# Élections générales haïtiennes de 2006
Les élections générales de 2006 à Haïti furent un ensemble de consultations électorales visant à élire à la fois le président de la République, les députés et les sénateurs. Le premier tour fut fixé au 7 février 2006 et le second tour des élections législatives était prévu pour le 19 mars 2006, mais le gouvernement du président par intérim Boniface Alexandre a reporté le second tour au 21 avril 2006.
Ces élections générales ont vu la réélection du président René Préval pour un second mandat présidentiel.

## Contexte politique
Les élections de février 2006 ont marqué le retour d’Haïti sur la voie de la démocratie, après une crise qui avait duré plusieurs années.
Les élections générales de février 2006 en Haïti ont permis, entre autres, l’avènement de la 48e Législature. Cette Législature devait normalement entrer en fonction le deuxième lundi de janvier 2006. Or, les élections n’ont pas été organisées à temps pour permettre au pays de fonctionner dans la normalité institutionnelle.
L'Agence des États-Unis pour le développement international et l'International Republican Institute ont tenté de créer un mouvement croupion du parti Lavalas pour soutenir leur candidat Marc Bazin, mais Jean-Bertrand Aristide et son parti Fanmi Lavalas ont refusé de soutenir cette candidature. Au contraire, une partie des membres du parti Lavalas a soutenu la candidature de René Préval et son mouvement politique le Front de l'espoir, afin d'amorcer un dialogue politique et ainsi tenter de rétablir la paix et la démocratie.

## Élection présidentielle

### Résultats
| Candidats            | Partis                                                    | Premier tour | Premier tour |
| Candidats            | Partis                                                    | Voix         | %            |
| -------------------- | --------------------------------------------------------- | ------------ | ------------ |
| René Préval          | Front de l'Espoir                                         | 992 766      | 51,21        |
| Leslie Manigat       | Rassemblement des démocrates nationaux progressistes      | 240 306      | 12,40        |
| Charles-Henri Baker  | Respé                                                     | 159 683      | 8,24         |
| Jean Chavannes Jeune | Union nationale chrétienne pour la reconstruction d'Haïti | 108 283      | 5,59         |
| Marc Bazin           | Alliance nationale démocratique du progrès                | 64 850       | 3,35         |
| Victor Benoit        | Parti fusion des sociaux-démocrates                       | 50 796       | 2,62         |
| Paul Denis           | Organisation du peuple en lutte                           | 50 751       | 2,62         |
| Evans Paul           | Alliance démocratique                                     | 48 232       | 2,49         |
| Guy Philippe         | Front pour la reconstruction nationale                    | 37 303       | 1,92         |
| Hubert Deronceray    | Indépendant                                               | 18 459       | 0,95         |
|                      |                                                           |              |              |
| Total                | Total                                                     | 1 847 422    | 100,00       |

## Élections législatives
Avec 90 % des bulletins de vote comptés le 13 février, le parti de René Préval arriva en tête avec 49 % des voix.
Selon Alterpresse, l'élection de février 2006 prend la forme d’un processus complexe, qui suscite des accusations de fraude de toutes parts. Le 9 février, René Préval est crédité de 65,09 % des voix, sur 31,06 % des votes comptabilisés dans le département de l’Ouest, qui représente plus de 41 % de l’électorat (Alterpresse 10/02/06). Le 11 février, il régresse à 49,10 %, dans un décompte de 75,81 % des suffrages (Alterpresse 11/02/06). Perdant finalement la majorité, il est toutefois déclaré élu, après une modification de la règle électorale. À la suite des accusations de « fraudes massives» – des images de bulletins de vote jetés dans une déchèterie ont été montrées à la télévision –, on décide de «répartir les votes blancs
au prorata des votes exprimés en faveur des candidats dans la compilation des
résultats » (Alterpresse 17/02/06), ce qui lui permet de dépasser de nouveau la barre des 50 %.
Le 16 février 2006, René Préval fut déclaré vainqueur avec 51,21 % des voix. Proclamé vainqueur de l'élection présidentielle le 16 février après un accord entre le gouvernement intérimaire et la commission électorale, il est investi le 14 mai 2006.
Une persécution massive sur les partisans du gouvernement Aristide évincé par le gouvernement intérimaire de Gérard Latortue avait précédé la campagne électorale de 2006. Le parti a remporté les élections du 7 février 2006 au Sénat avec 18,9 % des suffrages et treize sénateurs élus sur trente et 23 députés sur 99 à la Chambre des députés.

### Résultats

#### Élections à la Chambre des députés
| Partis     | Partis                                                    | Sièges |
| ---------- | --------------------------------------------------------- | ------ |
|            | Front de l'Espoir                                         | 23     |
|            | Rassemblement des démocrates nationaux progressistes      | 17     |
|            | Fanmi Lavalas                                             | 16     |
|            | Organisation du peuple en lutte                           | 13     |
|            | Respé                                                     | 10     |
|            | Union nationale chrétienne pour la reconstruction d'Haïti | 7      |
|            | Haïti en Action                                           | 5      |
|            | Parti fusion des sociaux-démocrates                       | 1      |
|            | Alliance nationale démocratique du progrès                | 1      |
|            | Alliance démocratique                                     | 1      |
|            | Front pour la reconstruction nationale                    | 1      |
|            | Indépendants                                              | 11     |
| Total : 99 |                                                           |        |

#### Élections sénatoriales
| Partis     | Partis                                                    | Sièges |
| ---------- | --------------------------------------------------------- | ------ |
|            | Front de l'Espoir                                         | 13     |
|            | Rassemblement des démocrates nationaux progressistes      | 8      |
|            | Fanmi Lavalas                                             | 2      |
|            | Union nationale chrétienne pour la reconstruction d'Haïti | 2      |
|            | Organisation du peuple en lutte                           | 1      |
|            | Respé                                                     | 1      |
|            | Haïti en Action                                           | 1      |
|            | Autres                                                    | 7      |
| Total : 30 |                                                           |        |

## Sources
- E-polityka
- Conseil Électoral Provisoire